# TV Amplitude (Juína)
TV Amplitude é uma emissora de televisão brasileira sediada em Juína, cidade do estado de Mato Grosso. Opera no canal 8 (38 UHF digital) e é afiliada à Record. A emissora pertence ao Grupo Amplitude de Comunicação, que também é responsável pela Amplitude FM de Juara, pela TV Amplitude de Guarantã do Norte e pela TV Amplitude de Juara.

## História
A emissora foi inaugurada em 25 de novembro de 1997 como TV Mundial, se tornando a primeira a ser instalada na região. Foi inaugurada pelo empresário Lelinho dos Santos Kapich, que apesar de não ter muito conhecimento no ramo, conseguiu dar início ao projeto. Inicialmente, compunham a grade da emissora os programas TJ do Noroeste e Olho Vivo. Começou retransmitindo a programação da CNT, mas não tinha a concessão do canal em que operava, o 7 VHF de Juína, que mal constava na lista de canais da ANATEL para a cidade. Em 2000, passou a operar no canal 8 VHF. A emissora esteve irregular até 2002, quando recebeu a concessão do Ministério das Comunicações para operar no mesmo canal.
Em 2004, Lelinho Kapich assinou contrato com a TV Gazeta de Cuiabá, após alertar o empresário João Dorileo Leal de que uma futura afiliada da emissora cuiabana em Juína, que estava sendo organizada por um grupo concorrente, seria pirata. Lelinho já estava negociando com a Rede Record em São Paulo, que o procurou após a repercussão de matérias feitas pela TV Mundial a nível nacional, e acabou por fechar com o Grupo Gazeta.
Com o acordo, a TV Mundial deixou a CNT após sete anos e se afiliou à Rede Record, em uma cerimônia que reuniu políticos e autoridades de Juína. Com o intuito de gerar repercussão, Lelinho afirmava que "a CNT vai sair do ar", o que fez com que, equivocadamente, muitos entendessem que a emissora encerraria suas atividades no dia da cerimônia, até o momento em que foi anunciada a nova afiliação.
Em 20 de novembro de 2010, a emissora comemorou seus 13 anos com uma festa em um pesque-pague, que comemorou não apenas os 13 anos da emissora, mas também os 55 anos de Lelinho. Em abril de 2015, Lelinho vendeu a emissora ao Grupo Amplitude de Comunicação, e encerrou seu último programa no dia 30 de abril, saindo do estúdio junto à família. No fim do dia, o mesmo soltou fogos para comemorar sua trajetória.
No dia 1 de maio de 2015, o Grupo Amplitude assumiu a emissora, e a partir deste dia, estrearam os programas Cidade em Revista, com Vicente Lino aos sábados, Balanço Geral Juína, com Marcos Di Perez, Espaço Regional, Negócios e Serviços e Cidade Alerta Juína.
Em 3 de abril de 2020, a emissora assumiu a nomenclatura TV Amplitude, a exemplo das emissoras TV Amplitude de Guarantã do Norte e TV Amplitude de Juara (que mudou de nome no mesmo dia), também do Grupo Amplitude.
No dia 01 de janeiro de 2025 foi lançada a nova logomarca da emissora. A logomarca da TV Amplitude Juína apresenta um design moderno e dinâmico. Seu elemento gráfico principal é uma estrutura curvada, semelhante a uma onda ou arco, composta por dois traços que se entrelaçam. Essas linhas possuem um gradiente de cores quentes, variando do vermelho ao laranja, transmitindo energia, movimento e inovação.
A tipografia utilizada no nome "TV Amplitude Juína" combina letras em caixa alta e baixa. "TV" e "Juína" aparecem em um estilo mais fino e discreto, enquanto "Amplitude" está em negrito, destacando-se e reforçando a identidade da marca. O uso das cores preta e branca no texto garante um contraste forte e uma leitura clara.
O conjunto visual da logomarca sugere uma identidade voltada para comunicação, tecnologia e abrangência, transmitindo profissionalismo e modernidade.

## Sinal digital
| Canal virtual | Canal digital | Resolução de tela | Programação                                            |
| ------------- | ------------- | ----------------- | ------------------------------------------------------ |
| 8.1           | 38 UHF        | 1080i             | Programação principal da TV Amplitude Juína / RecordTV |

Em um decreto de 30 de agosto de 2018, a emissora foi autorizada a operar em sinal digital por meio do canal 38 UHF digital. No dia 7 de março de 2020, a emissora passou a operar no sinal digital, e em 9 de março, foi ao ar o primeiro Balanço Geral Juína em alta definição.

### Transição para o sinal digital
A TV Amplitude cessou suas transmissões pelo canal 8 VHF em 15 de setembro de 2020, antes do limite estabelecido pela ANATEL, que é o desligamento até 31 de dezembro de 2023.

## Programas
Além de exibir a programação nacional da Record, a TV Amplitude também produz e/ou exibe os seguintes programas locais:
- Balanço Geral MT Juína: Jornalístico, com Marcelo Guedes;
- Cidade Alerta Juína: Jornalístico policial, com Amadeus Alves;
- Edelson Moura na TV: Programa de auditório, com Edelson Moura;
- Encontro com os Serranos na TV: Programa de variedades, com Edson Dutra;
- Zé Badalo na TV: Programa de variedades, com "Zé Badalo";

Diversos outros programas compuseram a programação da emissora, e foram descontinuados:
- Cantinho da Viola
- Cantinho Musical
- Cidade em Revista
- CNT Notícias Juína
- É Hora de Esporte
- Espaço Regional
- Jornal de Juína
- Juína Record
- Juína Rural
- Justiça
- Olho Vivo
- Medicina e Saúde
- Momento Esportivo
- Mundial Hoje
- Negócios e Serviços
- Programa do Lelinho
- TJ do Noroeste
- TV8 Notícias

## Controvérsias
Em dezembro de 1997, a TV Mundial tornou pública, pela primeira vez, uma denúncia feita pelo vereador Jair Lulu, que dava conta do superfaturamento na compra de uma geladeira e uma televisão por parte da Câmara Municipal de Juína. Em 17 de fevereiro de 1998, na estreia do programa Olho Vivo, os vereadores Aldenor Batista e Valteir Amorim, respectivamente presidente e primeiro secretário da Câmara, foram falar a respeito da polêmica, onde afirmaram inclusive que "a nota é superfaturada mesmo". Segundo Lelinho, que na época era somente diretor e proprietário da emissora, foi acordado o pagamento de dois mil reais pelo espaço, no qual iria ser exibido um filme da programação nacional da CNT. No dia seguinte, ao ir até a Câmara para receber o pagamento, Lelinho foi surpreendido por três policiais civis, que o levaram para a delegacia da cidade, sendo acusado de extorquir Aldenor e Valteir. Ficou preso por sete dias, e foi liberado após um pedido de absolvição do Ministério Público. Ele acusou os dois vereadores de terem feito uma "armação" contra ele em conjunto com o delegado local. Após a denúncia ser exibida na TV Mundial, o MP passou a realizar investigações a respeito das contas da Câmara, que haviam sido de mais de 250 mil reais só em 1997. Em novembro de 1999, iniciou-se uma ação de improbidade administrativa e reparação de danos ao erário pelo promotor de justiça do MP, Antônio Moreira da Silva, contra Aldenor Batista, que foi condenado a 18 anos e 10 meses de prisão em 25 de abril de 2014.
Em 6 de dezembro de 2010, Lelinho dos Santos Kapich foi preso na sessão da câmara de Juína. Ele foi preso por discutir com os vereadores Alexandre Milano Lackman e João Batista Leite Gomes, ambos do PT. Ele saiu algemado e foi para o COPOM da cidade, permanecendo lá por algumas horas, mas sendo liberado logo depois. O motivo das brigas eram as críticas que o apresentador fazia em seu programa ao vivo na então TV Mundial.
Em 2012, Lelinho foi acusado de utilizar ilegalmente área pública para o funcionamento da emissora. Segundo os acusadores, Lelinho se aproveitou da falta de divulgação da venda do terreno para se beneficiar e beneficiar a sua empresa. Lelinho se defendeu, dizendo que tinha autorização e pagava pelo uso do terreno. O assunto foi repercutido pela concorrente, TV Cidade Verde, em uma reportagem do jornalista Ivan Pereira.
Em 7 de janeiro de 2014, a sede da TV Mundial foi lacrada por falta de alvará, que não havia sido emitido por conta da falta de documentos da área onde a emissora está instalada. A emissora ficou fechada por três dias, período em que a programação local foi suspensa. Em 11 de fevereiro, a sede da emissora foi novamente lacrada pela prefeitura, sendo reaberta 6 dias depois por meio de liminar concedida pela Justiça. A prefeitura foi proibida de fechar novamente a emissora, sob crime de desobediência.